# Lucjan Malinowski

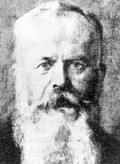
Lucjan Malinowski

Lucjan Malinowski (* 27. Mai 1839 in Jaroszewice, Woiwodschaft Lublin, Russisches Kaiserreich; † 15. Januar 1898 in Krakau, Österreich-Ungarn) war ein polnischer Linguist.
Malinowski erforschte den schlesischen Dialekt und war Professor an der Jagiellonen-Universität.
Er war der Vater von Bronisław Malinowski (1884–1942).